# Wilczęta
Wilczęta (deutsch: Deutschendorf) ist ein Dorf in der Landgemeinde Wilczęta im Powiat Braniewski (Braunsberger Kreis) der polnischen Woiwodschaft Ermland-Masuren.

## Geographie
Die Ortschaft liegt im ehemaligen Ostpreußen, im historischen Oberland, etwa 90 Kilometer südsüdwestlich von Königsberg, 18 Kilometer nordöstlich von Pasłęk (Preußisch Holland) und elf Kilometer ostsüdöstlich von Młynary (Mühlhausen i. Ostpr.).

## Geschichte

Deutschendorf, südsüdwestlich von Königsberg und nordöstlich der Stadt Preußisch Holland, auf einer Landkarte von 1910

Der ursprüngliche Ortsname Dotschedorf oder Dutschedorf lässt vermuten, dass das Dorf in der ersten Zeit der Herrschaft des Deutschen Ordens gegründet wurde, als es in der Region im Unterschied zu späteren Zeiten noch Dörfer mit rein indigener Einwohnerschaft gab. Wie aus einer vom Elbinger Komtur Siegfried Walpot von Bassenheim am 6. Januar 1392 erneuerten Handfeste hervorgeht, war die erste Handfeste den Lokatoren Heinrich und Herbort von dem Elbinger Komtur Heinrich von Gera ausgefertigt worden, der vom 28. Juli 1305 bis zum 28. April 1312 amtierte, sich jedoch noch in einer Urkunde vom 21. Januar 1313 Komtur zu Elbing nannte. Demnach muss Deutschendorf spätestens 1313 und frühestens 1305 gegründet worden sein. Von den für die Dorfgründung zu kulmischem Recht verschriebenen 84 Hufen waren vier Freihufen für die Kirche vorgesehen. In Deutschendorf kamen mittelalterliche Hausmarken vor.
Durch eine Urkunde vom 12. November 1469, drei Jahre nach dem Zweiten Frieden von Thorn (1466), verlieh Hochmeister Heinrich Reuß von Plauen Deutschendorf dem schlesischen Deutschordenssöldner Stanislaus von Dohna (um 1430–1504/05) aus dem Hause Kraschen für ausstehende Soldforderungen als erbliches Lehen. Stanislaus erwarb später zusätzlich Karwitten und Karwinden. Stanislaus oder Stenzel liegt zusammen mit seiner Frau in der Kirche St. Katharina begraben. Achatius zu Dohna (1533–1601) und Fabian zu Dohna (1550–1621) erbauten hier ein Haus. Deutschendorf kam 1654 an den Karwinder Anteil und mit diesem zusammen 1762 durch Kauf an die Gutsherrschaft Schlodien.
Deutschendorf im Oberland gehörte seit der Neuzeit zum Hauptamt Preußisch Holland.
Im Jahr 1785 wird Deutschendorf als ein adliges Gut und Dorf, zwischen den Fließgewässern Baude, Schene und Passarge gelegen, mit einer Kirche, einem gräflich Dohnaschen Rathaus, einer Windmühle und 58 Feuerstellen (Haushaltungen) beschrieben, das sich im Besitz des Grafen zu Dohna in Karwinden befindet.
In Deutschendorf tagte bis 1852 das Patrimonialgericht des Dohnaschen Güterkomplexes. Seit der vor 1845 erfolgten Vereinigung der gräflich Dohnaschen Güter Schlobitten mit Pröckelwitz, Lauck, Reichertswalde und Schlodien mit Karwinden zu einer Grafschaft Dohna lautete sein offizieller Name Gericht der Grafschaft Dohna zu Deutschendorf (für Schlobitten, Lauck, Schlodien und Karwinden). Das schon früher entstandene Verwaltungsgebäude oder Rathaus, in dem es untergebracht war, wurde im 18. Jahrhundert zweistöckig ausgebaut. Hier wohnte der Amtmann, später der Justizrat, und hier tagte die Verwaltung der Familienkasse bis ins 20. Jahrhundert hinein. Die Dohnas verkauften bald nach 1930 das Haus. Es wurde durch den Zweiten Weltkrieg zerstört und danach abgetragen. 19 Bände älterer Testamentsakten aus der Zeit des Patrimonialgerichts wurden 1900 an das Königliche Staatsarchiv zu Königsberg abgegeben.
Deutschendorf gehörte im Jahr 1945 zum Landkreis Preußisch Holland im Regierungsbezirk Königsberg im Gau Ostpreußen des Deutschen Reichs und war dem Amtsbezirk Schlodien zugeordnet.
Im Frühjahr 1945 wurde die Region von der Roten Armee besetzt. Anschließend wurde die südliche Hälfte Ostpreußens mit Deutschendorf von der Sowjetunion der Volksrepublik Polen zur Verwaltung überlassen. Deutschendorf wurde in Wilczęta umbenannt. Soweit die deutschen Einwohner nicht vor Kriegsende geflohen waren, wurden sie in der Folgezeit von der polnischen Administration aus dem Kreisgebiet vertrieben; sie durften später nicht in ihren Besitz zurückkehren.

### Demographie
| Jahr | Einwohner | Anmerkungen |
| ---- | --------- | --- |
| 1782 | –         | adliges Gut und Dorf, mit einer Kirche, einem gräflich Dohnaschen Rathaus, einer Windmühle und Feuerstellen (Haushaltungen), zur Gutsherrschaft Lauck gehörig         |
| 1818 | 431       | adliges Bauerndorf |
| 1832 | 548       | Bauerndorf, mit einer Mutterkirche, 63 Häusern und einem Patrimonialgericht                                                                                           |
| 1858 | 744       | adliges Dorf, mit einer Gemarkungsfläche von 6023 Morgen, zum adligen Gut Karwinden gehörig, davon 717 Evangelische, 18 Katholiken und neun Juden, in 82 Wohngebäuden |
| 1864 | 775       | am 3. Dezember, Gemeindebezirk |
| 1867 | 827       | am 3. Dezember, Kirchdorf |
| 1871 | 824       | am 1. Dezember, Kirchdorf, davon 807 Evangelische, acht Katholiken, ein sonstiger Christ und acht Juden                                                               |
| 1885 | 881       | am 1. Dezember, Landgemeinde, auf einer Gemarkungsfläche von 1398 Hektar, davon 864 Evangelische, elf Katholiken und sechs Juden                                      |
| 1895 | 843       | am 2. Dezember, Landgemeinde, auf einer Gemarkungsfläche von 1400,5 Hektar, davon 830 Evangelische, sieben Katholiken und sechs Juden                                 |
| 1910 | 720       | am 1. Dezember |
| 1933 | 682       | [ 23 ] |
| 1939 | 620       | [ 23 ] |

### Kirchspiel bis 1945

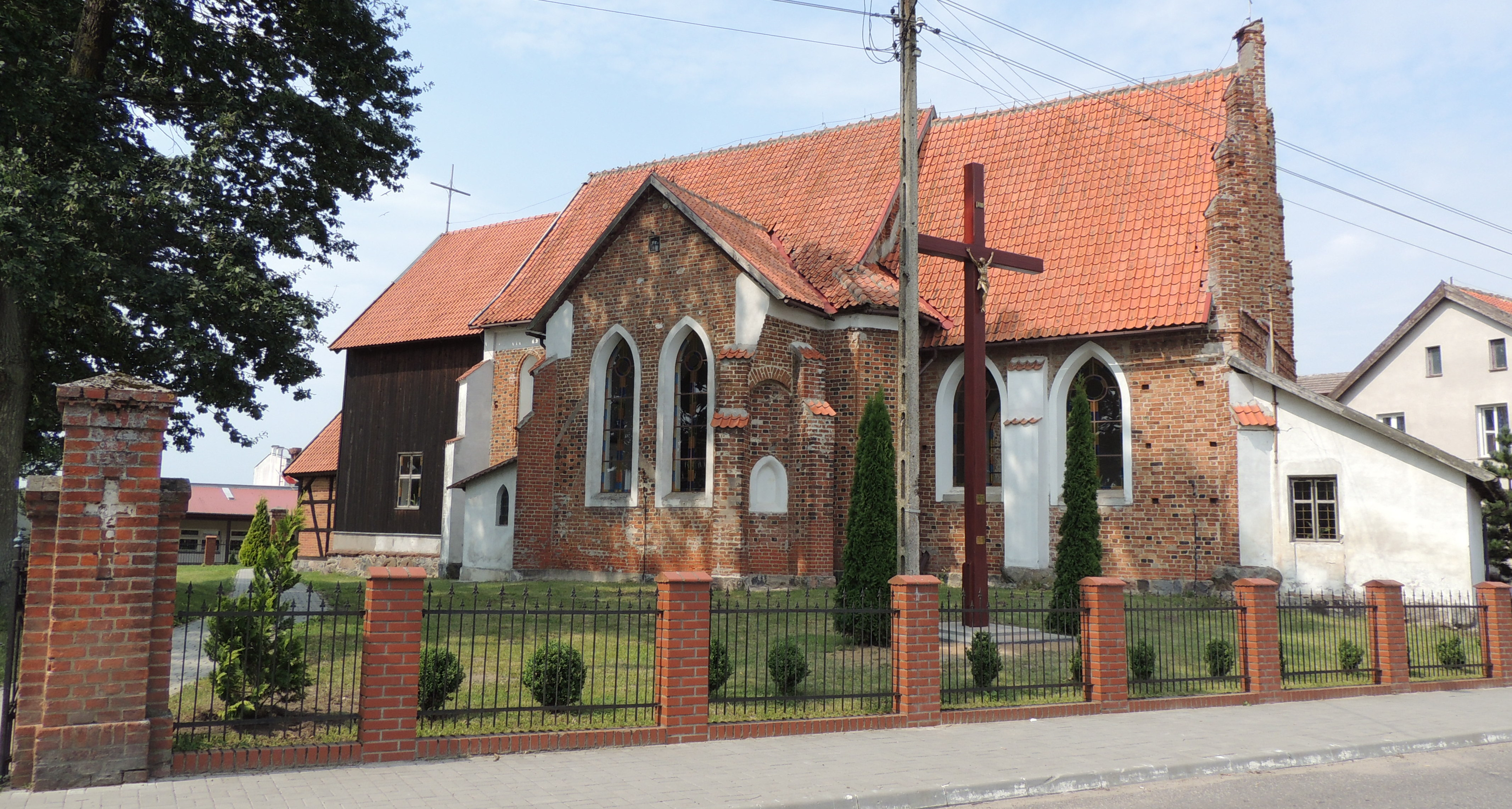
Dorfkirche St. Katharina (2013), bis 1945 Gotteshaus der evangelischen Pfarrgemeinde Deutschendorf

Die Dorfkirche St. Katharina zu Deutschendorf gehörte vor der Reformation zum Erzpriestertum Elbing.
Das Langhaus der Kirche entstand um 1330, der Chor um 1360. Die Sakristei liegt im Norden. Im Süden befindet sich die in zwei Geschossen zum Kirchenschiff geöffnete Marienkapelle mit Treppenturm, davor die Vorhalle aus dem 19. Jahrhundert. Die Fachwerkvorhalle im Westen ist von 1655. Aus demselben Jahr stammte der nicht mehr vollständig erhaltene Westturm mit Bretterverschalung und vierseitigem Dach und Wetterfahne von 1752 mit dem Dohnaschen Wappen. Er war 1738 restauriert worden, die Kirche im Innern 1870. An der Ostfassade schließt sich mit separatem Eingang die Dohna-Schlodienschen Patronatsgruft an. Hier wurden Familienangehörige der Patronatsrechtsinhaber beigesetzt, darunter am 19. Januar 1866 auch der preußische Staatsminister a. D. Rudolf von Auerswald (1795–1866) und am 7. September 1870 dessen Sohn, der preußische Offizier Adalbert von Auerswald.
Das Kirchengebäude, das zuvor der evangelischen Pfarrgemeinde Deutschendorf als Gotteshaus gedient hatte, wurde 1945 zugunsten der Römisch-katholischen Kirche in Polen zwangsenteignet.

Dorfkirche St. Katharina
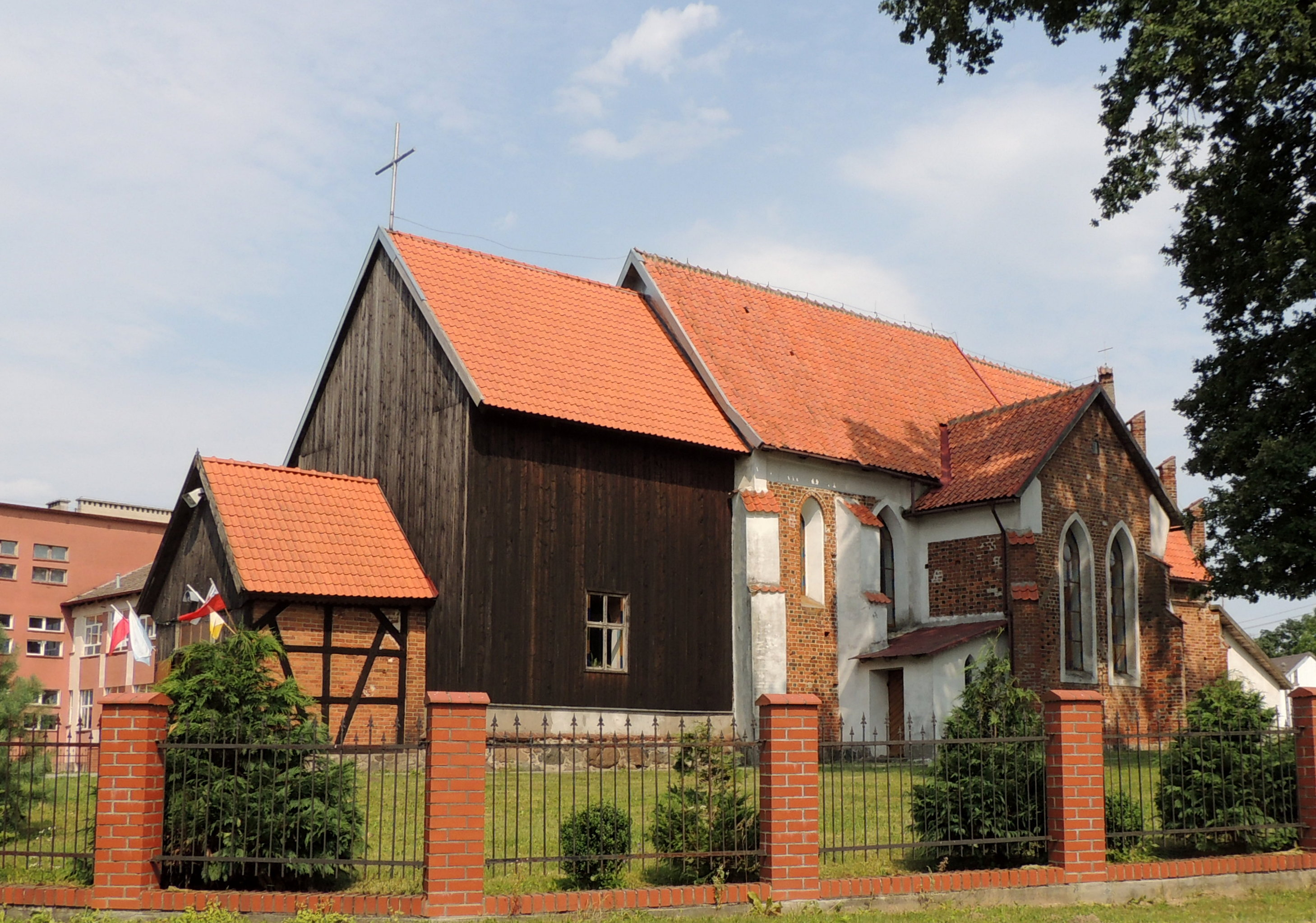
Südseite, mit angebauter Kapelle (2013), Eingang links im Bild, durch den Fachwerk-Vorbau des ehemaligen Westturms
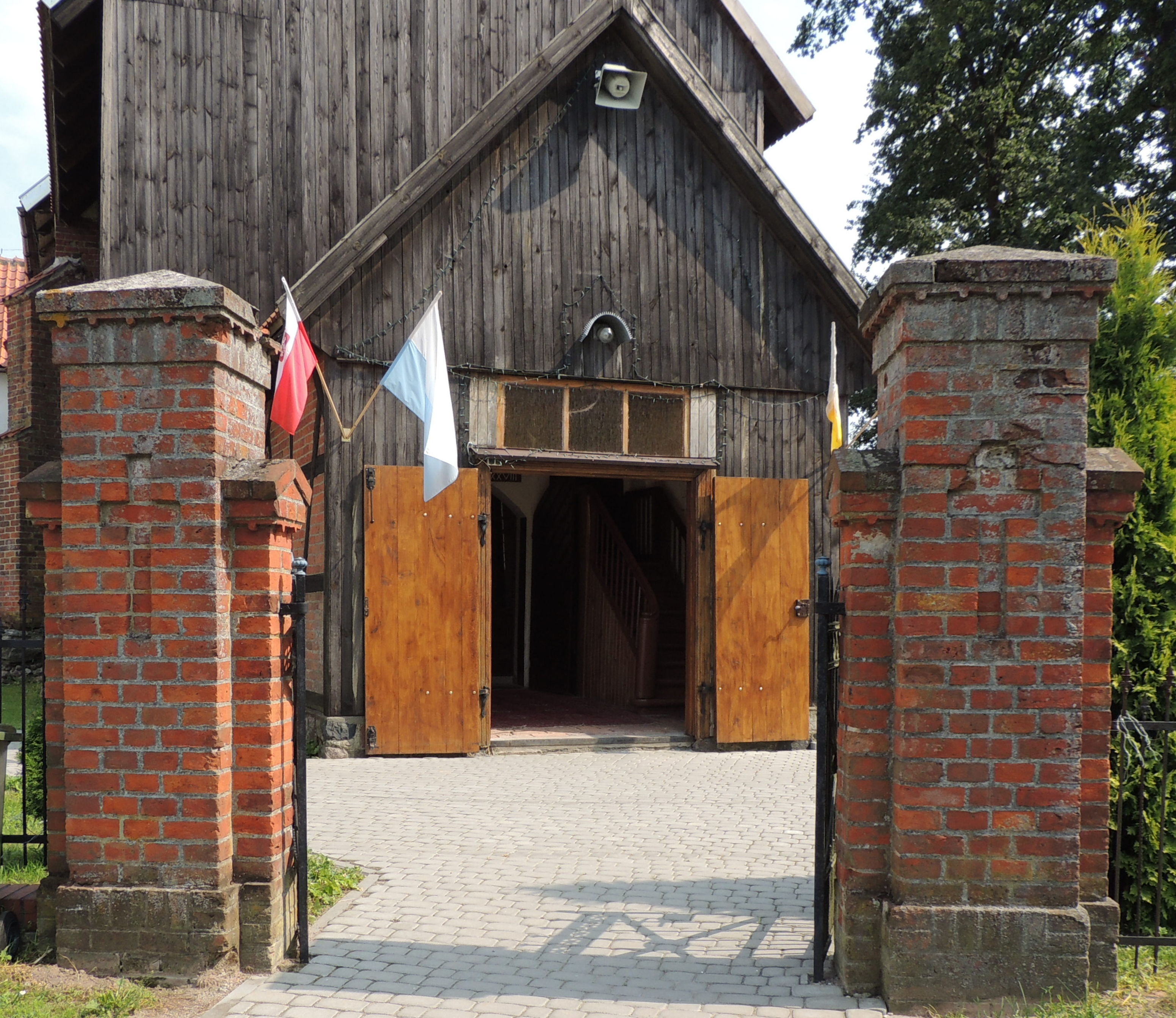
Portal (2013)
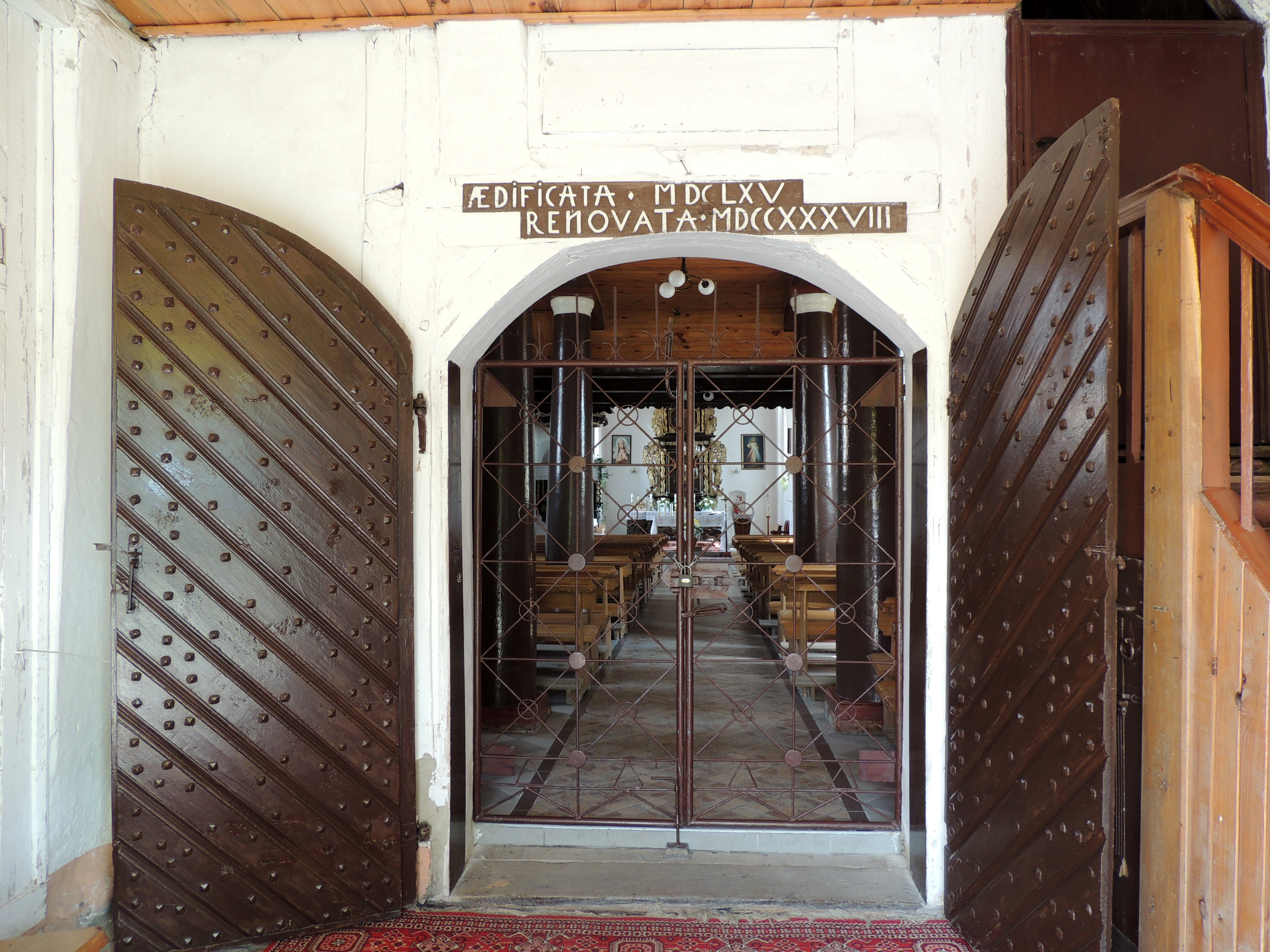
Tür der Turmhalle (2013), mit Inschrift ædificata 1665, renovata 1733
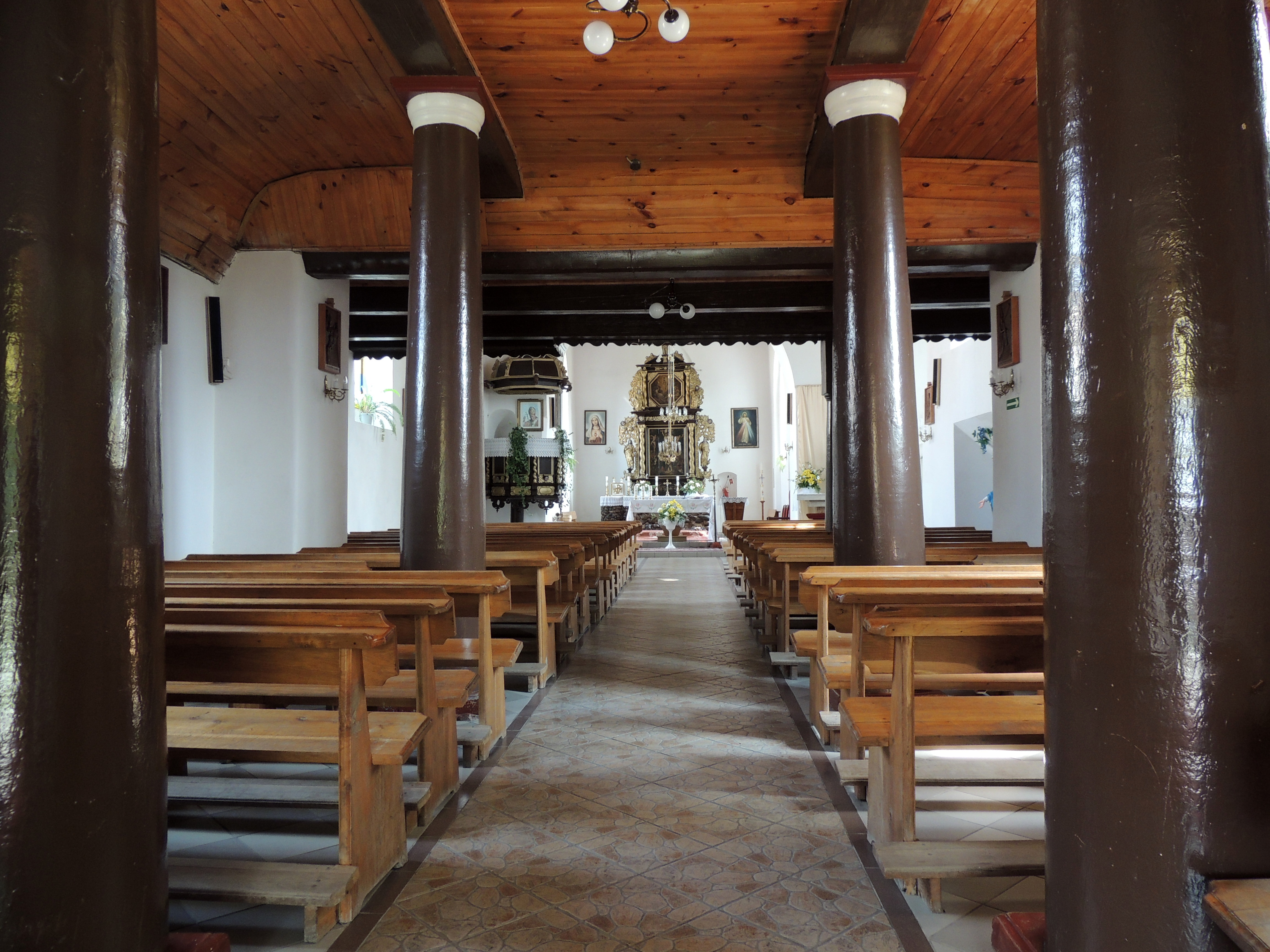
Gebetssaal (2013)
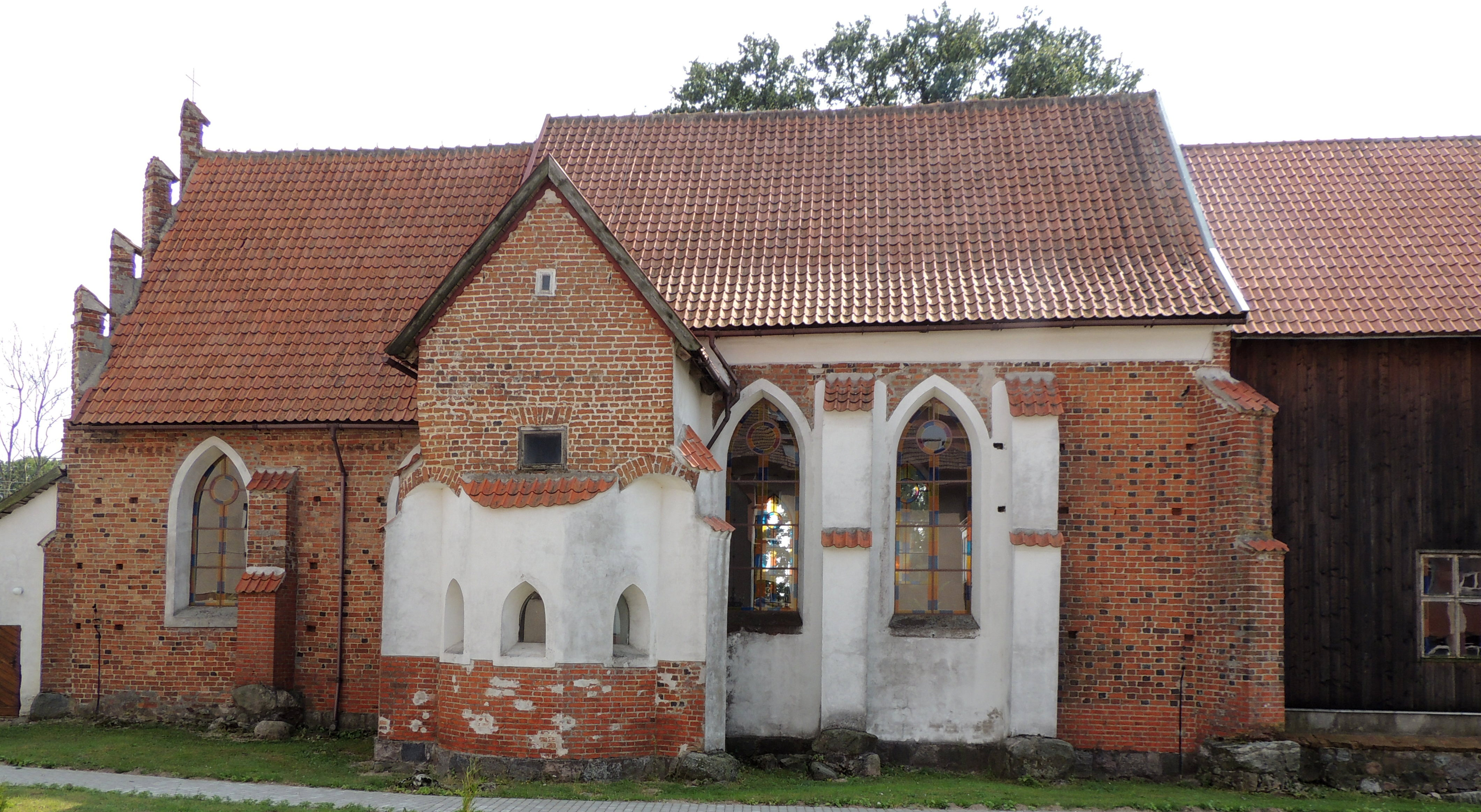
Nordseite, mit angebauer Sakristei (2013)
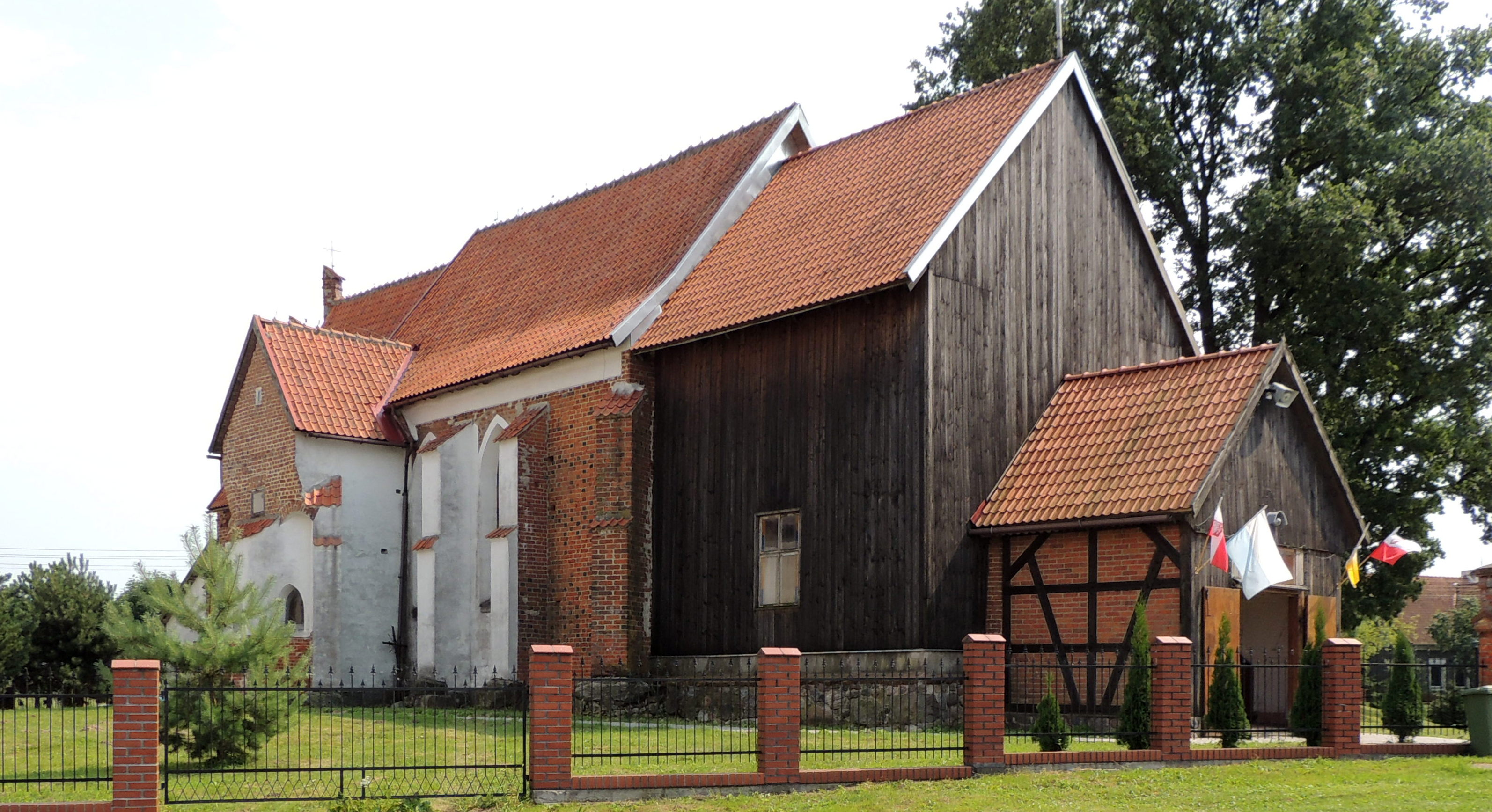
Aus Richtung Nordosten gesehen (2013), Eingang rechts im Bild

Grundriss der Dorfkirche St. Katharina im 19. Jahrhundert

### Pfarrer von Deutschendorf 1540–1945
- Johann Preuß, 1567[27]
- Peter Bolderan, 1602 und 1609[27]
- Peter Meermann, 1624 und 1627[27]
- Johann Bleynagel, 1625 vermutlich zunächst Hilfspfarrer, 1631 nach Schmauch gegangen[27]
- Salomo Grunowius, 1631–1634[27]
- Michael Feyerabend, 1635–1653[27]
- Melchior Weiß, Ende 1654 angekommen, vermutlich zunächst Hilfspfarrer[27]
- Heinrich Brandt, seit Mai 1672[27]
- David Bierfreund, seit Juni 1688, † 1709[27]
- Gottfried Albert Pauli, seit 27. September 1709 Pfarrer in Karwinden und Deutschendorf, ging 1712 als Erzpriester nach Saalfeld[27]
- Burchard Christian Zeidler, seit März 1713, † 5. April 1755[27]
- Christian Friedrich Zeidler, Sohn des zuletzt Genannten, seit 1750 zunächst Hilfsfparrer, † 1766[27]
- Christoph Elias Rüdiger, 1766, † 11. September 1792[28][27]
- Johann Wilhelm Volkmann, seit Ende 1792, 1812 nach Schaaken versetzt[28]
- Johann Wilhelm Böttcher, seit 1712, † 1820[28]
- Friedrich Reinhold Mill, seit 1820, 1834 noch im Amt[28]
- G. T. Just. Braunschmidt, 1870–?[29]

## Persönlichkeiten
- Friedrich Ludwig zu Dohna-Lauck (1873–1924), deutscher Fideikommissbesitzer, Hofbeamter und Parlamentarier, wurde in Deutschendorf geboren[30]